# Българщина
Бъ̀лгарщина или по-рядко българизъм е названието на съвкупността на присъщите на българската нация черти – национално чувство, обичаи, нрави, традиции, култура, език.
В този смисъл българщина е понятие синонимно на българска идея и успоредно на гърцизъм, македонизъм, сръбство и прочее. Често българщина, особено в исторически контекст, може да означава и съвкупност от българи.

В тритомното си историко-мемоарно съчинение „Записки по българските въстания“ Захарий Стоянов пише:
| „ | …ние сме принудени да причислим Котел в числото на ония градовце, гдето българщината е блещукала и в най-мрачните времена. | “ |

Поетът и революционер Пейо Яворов пише:
| „ | Славейков е и свестител и възродител-свестител на българизма, възродител на България. | “ |

В граматиката българизъм може да означава и заемка от българския език в друг език.